# Antônio Bezerra Baltar
Antônio Bezerra Baltar (Recife, 16 de agosto de 1915 — Recife, 15 de junho de 2003) foi um engenheiro, professor, urbanista e político brasileiro, que foi senador pelo Estado de Pernambuco de 1960 a 1961.

## Biografia
Filho de Abelardo Ferreira Baltar e de Otília de Andrade Bezerra Baltar, formou-se pela Escola de Engenharia da Universidade de Recife em 1938.
Nas eleições de outubro de 1958, elegeu-se suplente do senador Antônio de Barros Carvalho na legenda das Oposições Coligadas Unidas de Pernambuco, coligação composta pelo PTB, UDN, PSP, PTN e PSB.
Exerceu o mandato de 20 de junho de 1960 a 1 de fevereiro de 1961, quando Barros Carvalho ocupou a pasta da Agricultura, no final do governo Juscelino Kubitschek.
Deixando o Senado, retornou ao magistério, até ser aposentado pelo Ato Institucional Número Um, baixado em 9 de abril de 1964.
Em 1965, atendendo a convite da Comissão Econômica para a América Latina e o Caribe (CEPAL), transferiu-se para Santiago do Chile, sede da enteidade, permanecendo lá até 1977, quando se aposentou.
No final da década de 1990, foi eleito professor emérito da Universidade Federal de Pernambuco (UFPE).
Escreveu vários artigos sobre arquitetura e urbanismo modernos, bem como sobre o patrimônio histórico do Recife.